# 히로키 유마
히로키 유마(일본어: 廣木 雄磨, 1992년 7월 23일 ~ )는 일본의 전 축구 선수이다.

## 구단 경력
그는 2015년부터 2022년까지 J리그의 레노파 야마구치 FC, 파지아노 오카야마에서 활동하였다.

## 국가대표팀 경력
그는 2009년 FIFA U-17 월드컵에 참가할 일본 U-17 국가대표팀에 발탁되었으며, 2경기에 출전했다.